# リッキー・ウィークス
リッキー・ダーネル・ウィークス・ジュニア（Rickie Darnell Weeks Jr., 1982年9月13日 - ）は、アメリカ合衆国フロリダ州ボルーシャ郡デイトナビーチ出身の元プロ野球選手（二塁手、外野手）。右投右打。
実弟のジェマイルもプロ野球選手。

## 経歴

### プロ入り前
アマチュア時代から5ツールプレイヤーとして高い評価を受け、サザン大学（ルイジアナ州）1年時の2001年、サウスウェスタン・アスレチック・カンファレンスのオールスターに（当時は外野手として）選出され、フレッシュマン・オブ・ザ・イヤーを受賞した。
大学2年時も順調に成長を続け、全米大学代表チームに（指名打者として）選抜された他、同カンファレンスのプレーヤー・オブ・ザ・イヤーとヒッター・オブ・ザ・イヤーをダブル受賞している。
大学3年時の2003年は50試合に出場の上、打率.500、16本塁打、67打点、出塁率.619、OPS1.606、27盗塁（成功率100パーセント）の好成績を挙げ、大学生部門のベスト・アスリート（1位）、ベスト5ツール・タレント（1位）、ベスト・ピュアヒッター（1位）、ベスト・パワーヒッター（2位）、ファステスト・ベースランナー（2位）の5部門にランクされ、前年に引き続き全米大学代表チーム（二塁手）に選抜された他、同カンファレンスのプレーヤー・オブ・ザ・イヤーとベースボール・アメリカ誌選のカレッジ・プレーヤー・オブ・ザ・イヤー、更にはアマチュア野球で最も優れた選手に贈られるゴールデンスパイク賞と全米大学野球年間最優秀選手を称えるロータリー・スミス賞、並びにディック・ハウザー・トロフィーの5賞に輝いた。

### プロ入りとブルワーズ時代
2003年6月3日のMLBドラフト1巡目（全体2位）でミルウォーキー・ブルワーズから指名を受け、8月7日に契約を結びプロ入り（契約金360万ドル）。この年からマイナーリーグ（ルーキー級アリゾナリーグ・ブルワーズとA級ベロイト・スナッパーズ）でプレーを始め、21試合で打率.358、出塁率.476、OPS 1.028の好成績をマーク。プロ入りからおよそ1か月後の9月12日にメジャー初昇格し、15日のセントルイス・カージナルス戦においてデビューを果たす。八回の表、ウェス・ヘルムズの代打として登場。この時は二飛で1打数無安打に倒れたが、20日のアリゾナ・ダイヤモンドバックス戦ではジョン・パターソンから、キャリア初安打となる左翼前安打を放った。
2004年は、ベースボール・アメリカ誌の有望株リストでは5位にランクされたが、AA級ハンツビル・スターズで133試合で打率.259、8本塁打、42打点と平凡な成績に終わったが、28死球もあり出塁率は.366と高い数字を残した。しかし、メジャー再昇格はならず、シーズン・オフにはアリゾナ・フォールリーグに派遣され、.382の高打率を収め、オール・プロスペクト・チームに選出されている。
2005年はAAA級ナッシュビル・サウンズで55試合で打率.320、12本塁打、48打点、出塁率.435、OPS 1.090、10盗塁の好成績を残し、6月11日にメジャー再昇格を果たす。以後、レギュラー・ポジションを獲得し、主に二番打者を務めた。守備では二塁手部門リーグ最多の21失策を犯し、打率も低かったものの、新人としてはリーグ3位の13本塁打 ・ 同2位の15盗塁を記録したことなどが評価され、新人王投票では3ポイント獲得、6位にランクされた。また、オフのウィンターリーグでは、オールスターに選出されている。
2006年は、開幕戦から六番で先発出場を果たし、4月24日からは一番に定着。5月は打率.347・出塁率.409・OPS.940・23得点・7盗塁の月間成績をマークし、チーム月間最優秀選手を受賞。しかし、7月24日の練習中に右手首を痛め、8月15日に手術。7月25日以降は全休してシーズンを終え、不安定な守備も相変わらずであったが、ブルワーズGMのダグ・メルビンは「彼は日々進歩しており、正二塁手として必要な戦力である」と擁護した。また、チャド・コルデロとのトレード話も、同GMが断っている。
2007年は開幕から一番を任されたが、右手首負傷により5月31日から6月17日まで故障者リスト入り。18日に復帰してからは下位打線に回されたものの、8月10日に一番に返り咲くと、その試合でキャリアハイの1試合4四球を選び、決勝のホームを踏んだ。後半戦の出塁率は.422、特に9月は9本塁打・10盗塁と好調で、球団史上3番目の長さとなる13試合連続得点を持続したままシーズンを終えた。打率は前年比.044ダウンしたものの、ボールの見極めが上達し、出塁率はアップ。死球数と盗塁数はチーム最多、盗塁成功率は92.6パーセント。また、ウィークスは野球普及のための啓発活動にも取り組んでおり、同年オフには地元ミルウォーキーの子供らを、カンザスシティにあるニグロリーグ博物館に招待するツアーに参加している。これは、今やMLB全選手の10パーセントを切ると言うアフリカ系アメリカ人の競技者人口を増やすための企画で、おおむね子供たちのウケも良く、確かな手応えを感じたと言う。
2008年は開幕から4試合連続得点を挙げ、昨季終盤からの通算では17試合連続とした。これは、ポール・モリターがそれまで持っていたチーム最長記録を塗り替えたのみならず、1900年以降のMLBレコードまであと1試合に迫る、ナショナルリーグ・タイ記録でもある。だが、5試合目で途切れると、それ以降は低空飛行が長く続いた。この年の9月までブルワーズ監督を務めたネッド・ヨストは、「スランプ時のリッキーは正直見るに耐えないものだ、だがひとたび波に乗りさえすれば一級品のパフォーマンスを発揮出来るんだ」とビッグウェーブ到来を心待ちにしていたが、左ヒザを負傷して6月9日に故障者リスト入りしたこともあって冴えない数字に終わり、一部では中堅へのコンバート論に加えてトレード論まで浮上して来た。
2009年、開幕から好調をキープし、長打を量産。打率も2006年以来となる.270以上の数値、長打率も.500以上をキープしていたが、故障による戦線離脱で37試合の出場に留まった。
2010年、それまで度々故障者リスト入りを繰り返していたが、この年は自己最高の160試合に出場し、大きな故障とは無縁のシーズンを過ごした。打席数と打数でリーグ1位となり、出場試合数の増加により他の多くの部門でも自己最高の成績を残した。
2011年、118試合の出場に留まったが、2年連続で規定打席はクリア。2年連続で20本以上をマークしたほか、自身初のオールスターにも選出された。
2012年、2010年以来となる157試合に出場し、3年連続で規定打席に到達した。打率.230、21本塁打（3年連続で20本以上）、16盗塁という成績を残したが、打率に関しては規定打席に到達したシーズンとしては最低の数値であり、未到達の年を含めても自己ワースト2番目だった。守備面でもDRSで自己ワーストの-30を記録するなど、出場機会の割には攻守両面で精彩を欠いたシーズンとなってしまった。
2013年、4年連続で100試合以上に出場（104試合）したが、規定打席は未達だった。打率.209、10本塁打の打撃成績に終わり、2012年よりも更に低下した。
2014年オフに翌年の契約オプションを破棄されFAとなった。

### マリナーズ時代
2015年2月13日にシアトル・マリナーズと1年契約を結んだ。この年から外野手登録となり、守備に就く際は主に左翼を務めている。6月13日にDFAとなり、21日にFAとなる。

### ダイヤモンドバックス時代
2016年2月27日にアリゾナ・ダイヤモンドバックスとマイナー契約を結び、スプリングトレーニングに合流した。
4月2日にメジャー契約を結び、アクティブ・ロースター入りした。オフの11月3日にFAとなった。

### レイズ時代
2017年2月4日、タンパベイ・レイズとマイナー契約を結び、同年のスプリングトレーニングに招待選手として参加することになった。4月1日にメジャー契約を結び、開幕ロースター入りした。6月9日に右肩のインピンジメント症候群で同7日付で10日間の故障者リストに入り、7月24日に自由契約となった。

### 現役引退後
2022年から古巣であるミルウォーキー・ブルワーズの選手育成部門のアシスタントスタッフに就任した。 
2024年からはブルワーズの助監督に就任し、監督であるパット・マーフィーを支えることになった。

## プレースタイル

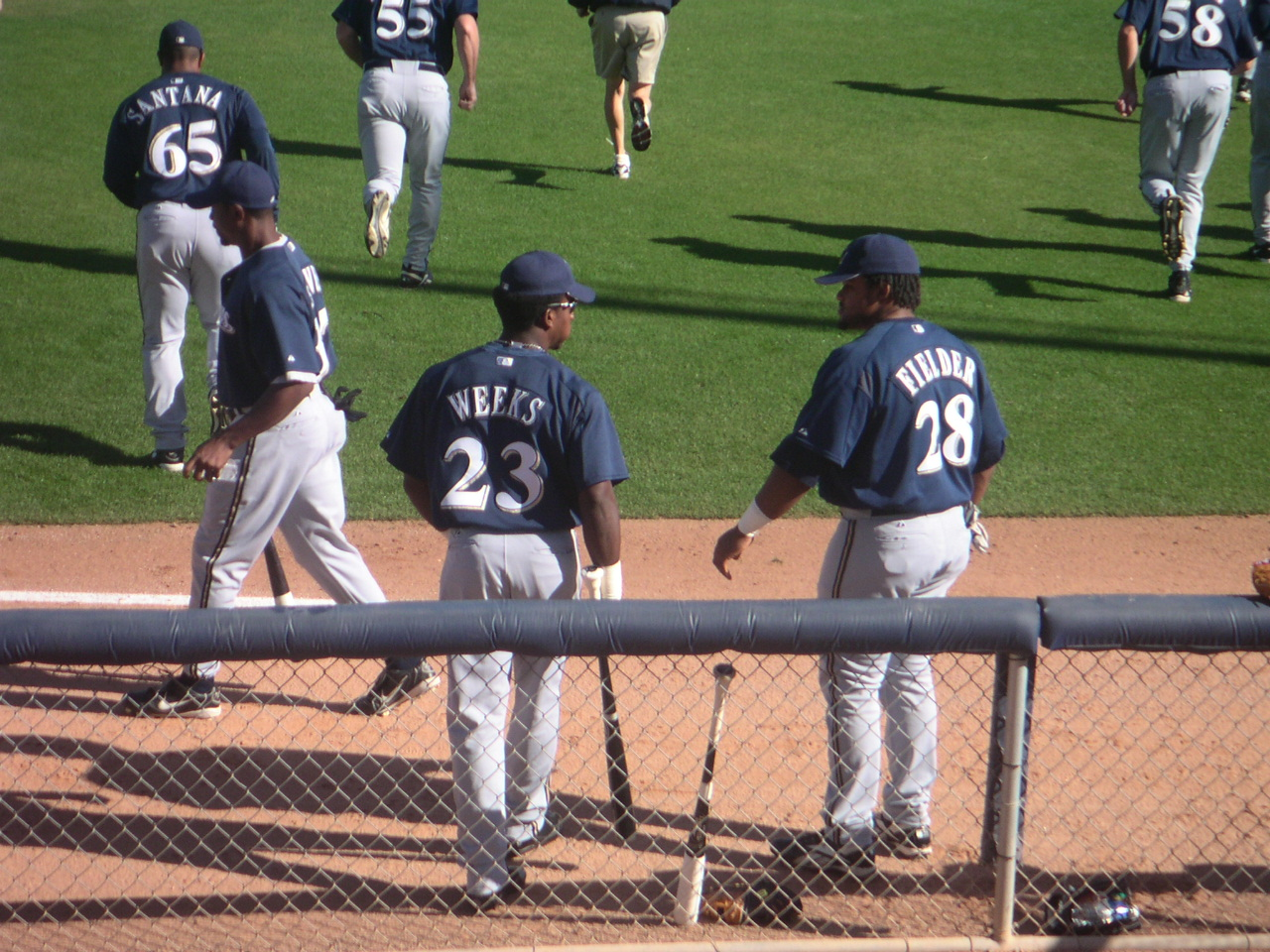
リッキー・ウィークスとプリンス・フィルダー、2005年のスプリングトレーニングにて

身体能力と潜在能力の高さから例年ブレイク候補に上げられたものの、攻守両面において粗さが残っており、その上故障も多く、満足な数字を刻むには至っていない。
ずば抜けた運動能力を有するアスリート。特に「ライトニング・クイック・バット」とも言われる傑出したバットスピードを最大の武器とし、その空を切り裂くスイングは、かつて「球界最速」と謡われたゲイリー・シェフィールドを彷彿とさせる。加えて、大学・マイナー時代から選球眼があり、例年四球と死球が多く、出塁率は高水準。その上、スピードと盗塁技術を兼ね備えた、優秀なベースランナーでもある。総じてジョー・モーガンに比肩する俊才と目されているが、三振数と故障の多さ、そして一向に改善の兆しが見られない未熟な守備が、ウィークスの長所を相殺している。
2006年から2008年の合計失策数は、ナショナルリーグ二塁手部門ワーストの50個。主観を排し、守備力を客観的に捉えるプラス・マイナス・システムにおいても、同期間中の評価は両リーグ・ワースト2位と酷評されている。特に、自分の正面と左側に来たゴロに対してもろい傾向があり、エア（フライとライナー）も苦手である。一方、二塁守備は拙いものの俊足強肩を併せ持ち、5ツールプレイヤーとしてのポテンシャルを秘めていることから、「外野手（中堅手）の方がより適性がある」と指摘する声もあったが、2015年から実際に外野手（主に左翼手）に転向した。
マイナー4年間の通算成績は、打率.289 ・ 出塁率.404 ・ OPS.897。

## 詳細情報

### 年度別打撃成績
| 年 度     | 球 団     | 試 合 | 打 席 | 打 数 | 得 点 | 安 打 | 二 塁 打 | 三 塁 打 | 本 塁 打 | 塁 打 | 打 点 | 盗 塁 | 盗 塁 死 | 犠 打 | 犠 飛 | 四 球 | 敬 遠 | 死 球 | 三 振 | 併 殺 打 | 打 率 | 出 塁 率 | 長 打 率 | O P S |
| --------- | --------- | ----- | ----- | ----- | ----- | ----- | -------- | -------- | -------- | ----- | ----- | ----- | -------- | ----- | ----- | ----- | ----- | ----- | ----- | -------- | ----- | -------- | -------- | ----- |
| 2003      | MIL       | 7     | 14    | 12    | 1     | 2     | 1        | 0        | 0        | 3     | 0     | 0     | 0        | 0     | 0     | 1     | 0     | 1     | 6     | 0        | .167  | .286     | .250     | .536  |
| 2005      | MIL       | 96    | 414   | 360   | 56    | 86    | 13       | 2        | 13       | 142   | 42    | 15    | 2        | 2     | 1     | 40    | 2     | 11    | 96    | 11       | .239  | .333     | .394     | .727  |
| 2006      | MIL       | 95    | 413   | 359   | 73    | 100   | 15       | 3        | 8        | 145   | 34    | 19    | 5        | 2     | 3     | 30    | 1     | 19    | 92    | 6        | .279  | .363     | .404     | .766  |
| 2007      | MIL       | 118   | 506   | 409   | 87    | 96    | 21       | 6        | 16       | 177   | 36    | 25    | 2        | 3     | 2     | 78    | 5     | 14    | 116   | 3        | .235  | .374     | .433     | .807  |
| 2008      | MIL       | 129   | 560   | 475   | 89    | 111   | 22       | 7        | 14       | 189   | 46    | 19    | 5        | 1     | 4     | 66    | 0     | 14    | 115   | 5        | .234  | .342     | .398     | .740  |
| 2009      | MIL       | 37    | 162   | 147   | 28    | 40    | 5        | 2        | 9        | 76    | 24    | 2     | 2        | 0     | 0     | 12    | 0     | 3     | 39    | 1        | .272  | .340     | .517     | .857  |
| 2010      | MIL       | 160   | 754   | 651   | 112   | 175   | 32       | 4        | 29       | 302   | 83    | 11    | 4        | 0     | 2     | 76    | 0     | 25    | 184   | 5        | .269  | .366     | .464     | .830  |
| 2011      | MIL       | 118   | 515   | 453   | 77    | 122   | 26       | 2        | 20       | 212   | 49    | 9     | 2        | 1     | 3     | 50    | 3     | 8     | 107   | 6        | .269  | .350     | .468     | .818  |
| 2012      | MIL       | 157   | 677   | 588   | 85    | 135   | 29       | 4        | 21       | 235   | 63    | 16    | 3        | 0     | 2     | 74    | 2     | 13    | 169   | 9        | .230  | .328     | .400     | .728  |
| 2013      | MIL       | 104   | 399   | 350   | 40    | 73    | 20       | 1        | 10       | 125   | 24    | 7     | 3        | 0     | 0     | 40    | 0     | 9     | 105   | 13       | .209  | .306     | .357     | .663  |
| 2014      | MIL       | 121   | 286   | 252   | 36    | 69    | 19       | 1        | 8        | 114   | 29    | 3     | 4        | 0     | 1     | 25    | 0     | 8     | 73    | 7        | .274  | .357     | .452     | .809  |
| 2015      | SEA       | 37    | 95    | 84    | 7     | 14    | 1        | 0        | 2        | 21    | 9     | 0     | 0        | 0     | 0     | 9     | 0     | 2     | 25    | 3        | .167  | .263     | .250     | .513  |
| 2016      | ARI       | 108   | 205   | 180   | 29    | 43    | 9        | 1        | 9        | 81    | 27    | 5     | 0        | 0     | 1     | 20    | 0     | 4     | 54    | 8        | .239  | .327     | .450     | .777  |
| 2017      | TB        | 37    | 112   | 97    | 13    | 21    | 6        | 0        | 2        | 33    | 8     | 1     | 0        | 0     | 0     | 12    | 0     | 3     | 49    | 0        | .216  | .321     | .340     | .662  |
| MLB：14年 | MLB：14年 | 1324  | 5112  | 4417  | 733   | 1087  | 219      | 33       | 161      | 1855  | 474   | 132   | 32       | 9     | 19    | 533   | 13    | 134   | 1230  | 77       | .246  | .344     | .420     | .764  |

- 2017年度シーズン終了時。
- 太字はリーグ1位。
- 2004年は試合出場なし。

### 記録
MiLB
- オールスター・フューチャーズゲーム選出：1回（2004年）

MLB
- オールスターゲーム選出：1回 (2011年)

### 背番号
- 23（2003年、2005年 - 2014年）
- 25（2015年）
- 5（2016年）
- 8（2017年）